# Pentagon (grupo sul-coreano)
Pentagon (hangul: 펜타곤; estilizado como PENTAGON e abreviado como PTG) é um grupo masculino sul-coreano formado pela Cube Entertainment em 2016. O grupo é atualmente composto por nove membros: Jinho, Hui, Hongseok, Shinwon, Yeo One, Yan An, Yuto, Kino e Wooseok, introduzidos através do reality show Pentagon Maker. Sua estreia oficial ocorreu em 10 de outubro de 2016 com o lançamento de um extended play autointitulado.

## História

### Pré-estreia:Pentagon Maker
Em dezembro de 2015, a Cube Entertainment anunciou que eles estavam se preparando para estrear um novo boy group em meados de 2016, 4 anos após a estreia do BTOB. Em 26 de abril de 2016, Cube revelou o seu novo grupo masculino, Pentagon, com o trailer de grupo "Come into the World".
A formação oficial do Pentagon foi decidida através do reality show Pentagon Maker. O reality foi transmitido online através do M2 da Mnet, e apresentou os membros desafiando cinco aspectos: performance, dança, trabalho em equipe, talento e a mente. No final do programa, Hui, Yeo One, Hongseok, Kino, Wooseok, Jinho e Yuto foram confirmados como membros oficiais do grupo.
Em 9 de julho, o Pentagon divulgou as colaborações das músicas "Young" (produzido pelo Dok2) e "Find Me" (produzido pelo Tiger JK). Um vídeo da música "Young", com membros Hui, Yeo One, Kino, Wooseok e Yuto também foi lançado.
O grupo foi inicialmente previsto como sede de seu concerto de estreia em 23 de julho de 2016 no Jamsil Indoor Stadium, mas a Cube adiou ambos o concerto e a data de estreia do grupo, devido a questões internas não reveladas.

### 2016:PentagoneFive Senses
Em 30 de setembro de 2016, o Pentagon confirmou sua estreia pro dia 10 de outubro de 2016. Também foi confirmado que o grupo iria ser lançado com dez membros, incluindo os membros eliminados do Pentagon Maker, E'Dawn, Shinwon e Yan An.
Pentagon lançou seu primeiro mini álbum, "Pentagon", no dia 10 de outubro. Pentagon é composto por sete faixas, incluindo o single "Gorilla". O grupo também realizou seu showcase no mesmo dia.
Eles realizaram seu primeiro solo concert, "Pentagon Mini Concert Tentastic Vol. 1", no dia 6 de dezembro no Yes24 Live Hall em Gwangjin-gu, em Seul. Os ingressos para o concerto foram vendidos dentro de oito minutos. No dia 7 de dezembro, o grupo lançou o seu segundo EP "Five Senses", incluindo o single "Can You Feel It". Um vídeo de música para "Pretty Pretty", uma faixa não-título do EP, foi lançado em 22 de janeiro.

### 2017: Estreia japonesa,Ceremony,Demo_01eDemo_02
No dia 7 de Março, o grupo anunciou que o nome Universe seria dado ao seu fanclube de acordo com os resultados de uma votação entre os fãs nativos, o nome é tirado de um verso da música Pentagon de seu primeiro álbum, "You are my Universe, I can be your Pentagon".
O Pentagon lançou seu primeiro mini-álbum japonês, Gorilla, em 29 de março.
No dia 18 de Maio, o grupo lançou seu single pré-release Beautiful produzido por Jung Ilhoon do BTOB, de seu novo mini-álbum que seria lançado no início de Junho.
No dia 12 de Junho eles lançaram seu mais novo mini-álbum Ceremony com sua faixa-título Critical Beauty cujo um dos integrantes, Yan An, acabou entrando em hiatus por ter sofrido uma séria fratura na mão que impediu ele de participar da coreografia, assim impedindo ele de participar das promoções do álbum, atualmente ele está em recuperação e se encontra em bom estado.
No dia 24 de Junho foi realizada a premiação 2017 Asia Model Awards onde o grupo conseguiu seu primeiro troféu desde o debut vencendo na categoria New Star Award.
No começo de Setembro, o grupo lançou o vídeo para a música When I Was In Love de seu novo mini-álbum.
No dia 6 de Setembro, o grupo lançou seu novo mini-álbum intitulado Demo_01 com a faixa título Like This, composta por Hui, o líder do grupo, que também foi responsável pela composição de músicas como 'Never' do reality-show Produce 101 Season 2 e Energetic do grupo Wanna One. Esse álbum marcou o retorno do integrante Yan An, que ficou se recuperando de sua fratura anterior.
Eles participaram do Soribada Music Awards que ocorreu no dia 20 de Setembro onde eles conseguiram o troféu para a categoria Nova onda Coreana junto do grupo Wanna One.
No dia 9 de Novembro, o grupo anunciou seu novo slogan e lightstick assim como a cor oficial do grupo apelidada de UniNavy que é uma junção da palavra Uny que significa "você e eu" e Navy que é azul marinho em inglês, a cor foi escolhida para combinar com o nome de seu fanclube que significa universo.
Eles voltaram com seu novo mini-álbum Demo_02 no dia 22 de Novembro com a faixa título Runaway com o vídeo musical lançado e as promoções iniciadas no mesmo dia.
No dia 23 de Novembro o grupo divulgou o clipe para a faixa Violet de seu mais novo mini-álbum.

### 2018:Violet,Positive,hiatusde Yan An,Thumbs Up!e saída de E'Dawn
No dia 17 de Janeiro, o grupo lançou seu segundo EP japonês intitulado Violet.
O grupo voltou com seu sexto mini álbum intitulado Positive no dia 2 de Abril e a faixa título Shine, também composta por Hui, começando suas promoções no mesmo dia.
Em abril, Hui se juntou ao programa de batalha de compositores da Mnet chamado Breakers. O programa foi ao ar do dia 26 de Abril até o dia 6 de Junho, com Hui ficando em segundo lugar no episódio final.
Ele compôs um total de 4 músicas para o programa, sendo uma delas com a participação de Somin, do grupo KARD.
A música Shine foi o single do grupo que teve a posição mais alta desde sua estréia, sua posição mais alta foi número 16 no chart diário do MelOn.
Um mês depois de seu lançamento, a música entrou no top 10 do ranking de músicas internacionais da Billboard.
Em Julho, o integrante Hongseok se juntou ao elenco do programa Real Men', ao lado de Lisa, do BlackPink e Lucas, do NCT.
No dia 22 de Agosto, a Cube Entertainment anunciou que os integrantes E'Dawn e Yan An dariam uma pausa temporária nas atividades do grupo, Yan An estava passando por problemas de saúde e E'Dawn por problemas internos.
A versão japonesa de Shine foi lançada no dia 29 de Agosto de 2018, junto do terceiro EP japonês do grupo.
O grupo fez seu retorno com o oitavo EP Thumbs Up com oito integrantes no dia 10 de Setembro com a faixa título Naughty Boy, a faixa estreou na posição de número 95 no chart diário do MelOn horas depois de seu lançamento, sendo a primeira faixa do grupo a estrear em uma posição tão alta.
Em 13 de setembro, foi anunciado que E'Dawn e HyunA, ambos membros do subgrupo Triple H, haviam sido expulsos da Cube Entertainment em consequência de terem assumido relacionamento sem antes consultar a agência. No mesmo dia, contudo, o CEO voltou atrás em sua decisão e afirmou que a saída de ambos ainda não havia sido decidida e seria discutida em uma reunião na semana seguinte.
No dia 14 de Novembro, um mês após a saída oficial de HyunA da empresa, a Cube anuncia que E'Dawn também optou por sair, assim terminando seu contrato exclusivo com a mesma.
Em Dezembro de 2018, foi confirmado que Hongseok participaria do novo drama da MBN chamado The Best Chicken.

### 2019:Cosmo, nova sub unidade,Genie:us, Turnê Mundial eSum(me:r)
O Pentagon lançou seu primeiro single japonês Cosmo em Fevereiro, o single foi composto e produzido por TERU da banda de rock japonesa GLAY.
O single ficou em primeiro lugar nos charts da Oricon além de alcançar posições altas em vários charts do iTunes mundialmente.
Em Fevereiro, a Cube Entertainment anunciou que Lai Kuanlin, antigo integrante do Wanna One, estaria participando de uma sub unidade junto de Wooseok chamada Wooseok x Lai Kuanlin, a dupla lançou seu primeiro EP intitulado 9801 no dia 11 de Março, contendo 5 músicas com uma delas tendo a participação de Jackson do GOT7.
Mais tarde, no dia 27 de Março, o grupo retornou com seu oitavo EP coreano Genie:Us e com a faixa-título Sha-la-la e começou as promoções do single no mesmo dia.
Anteriormente, foi anunciado que o integrante Kino não poderia participar do período promocional de Genie:Us por uma fratura na perna, fazendo assim com que Pentagon promovesse com 8 integrantes já que Yan An já havia se recuperado de sua fratura anterior, a qual o impossibilitou de participar das promoções do álbum anterior do grupo em 2018.
No dia 2 de Maio, Cube Entertainment anunciou que o grupo estaria fazendo uma turnê mundial intitulada Prism World Tour, eles passariam por quize países e fariam dezesseis shows. Em Julho do mesmo ano, o grupo adicionou mais datas e locais em sua turnê, incluindo um show no Brasil em São Paulo no dia 15 de setembro no Tropical Butantã.
No mesmo mês, foi confirmado que Hui iria compôr uma música para o reality-show Produce X 101, Boyness fez parte da fase final do programa, composta e produzida por Hui e Flow Blow.
O grupo lançou seu nono EP intitulado Sum(me:r) no dia 17 de Julho com o single Humph! produzido pelo rapper Giriboy e por Hui.
Yan An teve seus vocais incluídos na música, porém não pôde participar das promoções por problemas de saúde.
No dia 22 de Julho, a agência anunciou que o integrante Yan An estaria impossibilitado de participar da futura turnê do grupo pelos mesmos problemas de saúde que o impedem de participar de promoções do grupo em seu país de origem.

### 2020:Universe: The Black Hall,Road to Kingdom, retorno de Yan An,Universe: The History,We:the Eternal Flame
Em 12 de fevereiro, Pentagon lançou seu primeiro álbum de estudio, "Universe: The Black Hall" com o single "Dr. Bebe". O grupo no entanto continuou promovendo apenas com oito integrantes, já que Yan An não participou das promoções. O primeiro álbum de estúdio do grupo apresenta 11 faixas que foram co-escritas ou apresentam letras dos membros Jinho, Hui, Wooseok, Kino e Yuto. O horário de lançamento do videoclipe foi antecipado para a meia-noite em 12 de fevereiro devido à grande espera dos fãs. Pentagon continuou suas atividades de promoção com a b-side "Shower of Rain" a partir de 12 de março, no MCountdown.
Em 5 de março, Pentagon colaborou com o ícone do rock japonês Glay em "I'm Loving You" como parte do álbum de 25 anos de Glay, Review II-Best of Glay. A música foi descrita como uma música de gênero de uma música dance-pop animada de inspiração latina com um colapso eletrônico matador.
Pentagon participou do reality show da Mnet Road to Kingdom, que foi ao ar de abril a junho. Para as primeiras apresentações - Song of King, o grupo tocou o arranjo de Hui de "Very Good" do Block B com um conceito reimaginado de Mad Max. Eles ficaram em segundo lugar no primeiro ranking do concurso. Para a segunda rodada com o tema 'My Song', o Pentagon escolheu "Shine + Spring Snow" (빛나리+봄눈) como músicas que melhor capturam a história de sua equipe. Foi a última vez que o Pentagon se apresentou junto antes que o membro mais velho Jinho se alistasse para o serviço militar obrigatório como soldado da ativa em 11 de maio de 2020. Quando a música passou de "Shine" para "Spring Snow", uma mensagem de vídeo feita por membros, exceto Jinho, foram mostrados, contendo seus sentimentos sinceros em relação a Jinho. Eles ficaram em terceiro lugar na primeira rodada de eliminação.  Pentagon e ONF ficaram em primeiro lugar na fase de colaboração da primeira rodada na 3ª rodada, realizando uma reinterpretação de "Kill This Love" do Blackpink", e na segunda rodada, Pentagon performou "Follow" de Monsta X com um tema de Faraó. Em 12 de junho, o grupo lançou a música "Basquiat" para o final do programa e terminou em terceiro lugar no geral.
Em setembro, a música "Humph", lançada em 17 de julho de 2019, tornou-se um tema quente nas redes sociais e nas comunidades da internet. Um internauta coreano opinou: "a música que é perfeita para a situação de pandemia do COVID-19. A letra "Não cruze a linha, pare / Sem acesso a não há acesso / Oh, você cruzou a linha agora / Oh, por favor, mantenha-o" , a melodia jovem e a coreografia fofa da música são boas para usar em uma campanha para incentivar o distanciamento social." A música se tornou popular em memes e as visualizações do MV aumentaram de acordo.

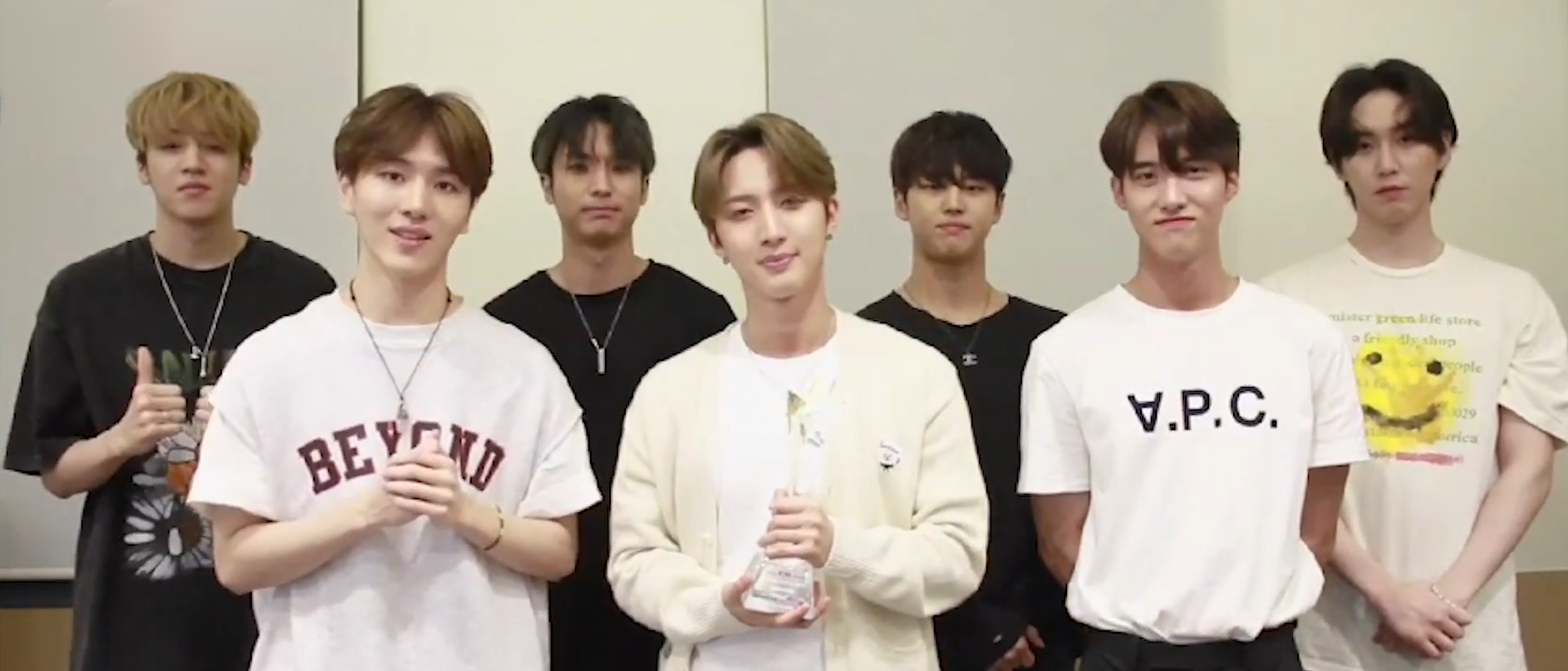
Pentagon no Ten Asia's Top Ten Award em 1° de setembro de 2020

Em 6 de setembro, eles realizaram um fanmeeting e o concerto online chamado Pentag-on Air, onde tocaram várias músicas, incluindo uma versão acústica em inglês não lançada da música "Spring Snow". 70% dos participantes eram fãs internacionais e 30% eram fãs nacionais. Em 16 de setembro, Pentagon lançou a música "Twenty-Twenty", que foi a primeira OST para o web drama Twenty-Twenty. A música foi composta por Kino e contém letras escritas por Kino e Wooseok. Em 17 de setembro, Pentagon postou um teaser intitulado "I've been keeping an eye on you" estrelando Yan An, encerrando oficialmente seu hiato de 440 dias
Em 23 de setembro, o grupo lançou seu primeiro álbum de estúdio japonês (segundo álbum no geral), Universe: The History. O álbum incluiu versões japonesas das músicas de seu mini-álbum de estreia, Gorilla, e os singles de estreia japoneses "Cosmo" e "Happiness / Sha La La". O álbum estreou no número 7 na Oricon Albums Chart e número 8 na Billboard Japan Hot Albums.
Em 12 de outubro, Pentagon lançou seu décimo mini-álbum, "We:th", promovendo-o sem o membro Jinho, que estava completando seu serviço militar obrigatório. O single principal, "Daisy", é uma música de rock alternativo com um som moderno e intenso, produzido pelos membros Hui e Wooseok, e pelo compositor Nathan. O álbum é composto por seis músicas, incluindo "I'm Here", uma música solo auto-composta por Jinho. We:th se tornou o álbum mais vendido do grupo, vendendo 64.045 cópias físicas na primeira semana de lançamento. Em 20 de outubro, o grupo ganhou sua primeira vitória em um programa musical após quatro anos com "Daisy", no The Show da SBS MTV. Em 28 de outubro, o grupo lançou a versão oficial chinesa e japonesa da música.   Em 10 de novembro, Pentagon começou a hospedar seu primeiro podcast com a DIVE Studios, intitulado Pentagon's Jack Pod.  Em 13 de dezembro, Pentagon realizou o concerto online ao vivo 2020 "Pentagon Online Concert [WE L:VE]". Em 18 de dezembro, Pentagon lançou o single digital "Eternal Flame".

### 2021:Love or TakeeDo or Not
Em 28 de janeiro, Pentagon lançou a faixa "Honey Drop" como a primeira OST para o web drama Replay: The Moment. Hui se alistou para o serviço militar obrigatório como assistente social em 18 de fevereiro. Enquanto isso, todos os membros re-distribuíram suas posições entre si sem um líder temporário designado. O grupo apareceu no web drama Nickname Pine Leaf no canal do YouTube da SBS, yogurD, em março. Em 15 de março, Pentagon lançou seu décimo primeiro mini-álbum "Love or Take" junto com o single "Do or Not".
Em 14 de junho, Pentagon lançou seu quarto mini-álbum japonês, Do or Not, que contém a versão japonesa do single de mesmo nome.
Em 18 de agosto, os membros Yuto, Kino e Wooseok colaboraram no single digital "Cerberus".
Jinho recebeu alta do serviço militar no dia 14 de novembro, sem retornar à unidade após suas últimas férias, conforme orientações do Ministério para prevenção da disseminação da COVID-19.

### 2022-presente:In:vite U
Em 24 de janeiro, Pentagon lançou seu décimo segundo mini-álbum "IN:VITE U" com o single "Feelin' Like".

## Integrantes
- Jinho (hangul: 진호), nascido Jo Jin-ho (hangul: 조진호) em Daejeon, Coreia do Sul em 17 de abril de 1992 (33 anos).
- Hui (hangul: 후이), nascido Lee Hwi-taek (hangul: 이휘택) em Gwacheon, Coreia do Sul em 28 de agosto de 1993 (31 anos). É o líder do grupo.
- Hongseok (hangul: 홍석), nascid Yang Hong-seok (hangul: 양홍석) em Seul, Coreia do Sul em 17 de abril de 1994 (31 anos).
- Shinwon (hangul: 신원), nascido Ko Shin-won (hangul: 고신원) em Cheongju, Chungcheong do Norte, Coreia do Sul em 11 de dezembro de 1995 (29 anos).
- Yeo One (hangul: 여원), nascido Yeo Chang-gu (hangul: 여창구) em Daejeon, Coreia do Sul em 27 de março de 1996 (29 anos).
- Yan an (hangul: 예난), nascido Yan An (chinês simplificado: 闫按) em Shanghai, China em 25 de outubro de 1996 (28 anos).
- Yuto (hangul: 유토), nascido Adachi Yuto (japonês: 安達祐人) em Nagano, Japão em 23 de janeiro de 1998 (27 anos).
- Kino (hangul: 키노), nascido Kang Hyung-gu (hangul: 강형구) em Busan, Coreia do Sul em 27 de janeiro de 1998 (27 anos).
- Wooseok (hangul: 우석), nascido Jung Woo-seok (hangul: 정우석) em Gwangju, Coreia do Sul em 31 de janeiro de 1998 (27 anos).

### Ex-integrantes
- E'Dawn (hangul: 이던), nascido Kim Hyo-jong (hangul: 김효종) em Jeolla, Coreia do Sul em 1 de junho de 1994 (31 anos).

## Discografia

### Extended plays
| Título                                                                                   | Detalhes do álbum | Posições de pico no gráfico | Vendas                      |
| Título                                                                                   | Detalhes do álbum | KOR                         | Vendas                      |
| Coreano                                                                                  | Coreano | Coreano                     | Coreano                     |
| ---------------------------------------------------------------------------------------- | --- | --------------------------- | --------------------------- |
| Pentagon                                                                                 | - Lançamento: 10 de outubro de 2016 - Empresa: Cube Entertainment - Formatos: CD, download digital Lista de músicas 1. Wake Up (Intro.) 2. Pentagon 3. Gorilla (고릴라) 4. Lukewarm (미지근해) 5. Smile 6. Organic Song (귀 좀 막아줘) 7. You Are | 7                           | - KOR: 19,772+              |
| Five Senses                                                                              | - Lançamento: 7 de dezembro de 2016 - Empresa: Cube Entertainment - Formatos: CD, download digital Lista de músicas 1. Can You Feel It (감이 오지) 2. Engine 3. Pretty Pretty (예쁨) 4. Lose Yourself (풀러) 5. Stay Crazy (정신 못 차려도 돼) | 5                           | - KOR: 22,589+              |
| Ceremony                                                                                 | - Lançamento: 12 de junho de 2017 - Empresa: Cube Entertainment - Formatos: CD, download digital Lista de Músicas 1. Critical Beauty (예뻐죽겠네) 2. Lucky 3. To Universe (소중한 약속) 4. Nothing 5. Spectacular (스펙터클 해) 6. Thank You (Jinho, Hui) (고마워) 7. Beautiful                                                                       | 6                           | - KOR: 23,111+ - JPN: 595   |
| Demo_01                                                                                  | - Lançamento: 6 de setembro de 2017 - Empresa: Cube Entertainment - Formatos: CD, download digital Lista de Músicas 1. Like This 2. It's Over 3. One More Night (오늘까지만) 4. Get That Drink (멋있게 랩) 5. When I Was In Love (설렘이라는 건) | 5                           | - KOR: 13,759+ - JPN: 808   |
| Demo_02                                                                                  | - Lançamento: 22 de novembro de 2017 - Empresa: Cube Entertainment - Formatos: CD, download digital Lista de Músicas 1. Violet 2. Runaway 3. All Right 4. Pretty Boys 5. Stay (머물러줘) | —                           | - KOR: 23,257+ - JPN: —     |
| Positive                                                                                 | - Lançamento: 2 de abril de 2018 - Empresa: Cube Entertainment - Formatos: CD, download digital Lista de Músicas 1. OFF-ROAD 2. Shine (빛나리) 3. Think About You (생각해) 4. Do it for fun (재밌겠다) 5. Nothing I Can Do (보낼 수밖에) 6. Let's go Together (함께 가자 우리)                                                                        | —                           | - KOR: 49,287+ - JPN: —     |
| Thumbs Up!                                                                               | - Lançamento: 10 de setembro de 2018 - Empresa: Cube Entertainment - Formatos: CD, download digital Lista de Músicas 1. Naughty Boy (청개구리) 2. Just do it yo!! (저두요!!) 3. SKATEBOARD 4. When It Rains at Night (밤에 비가 내리면) 5. Thumbs Up!                                                                                                 | —                           | - KOR: 34,851 - JPN: 998    |
| Genie:us                                                                                 | - Lançamento: 27 de março de 2019 - Empresa: Cube Entertainment - Formatos: CD, download digital Lista de Músicas 1. SHA LA LA (신토불이) 2. Lost Paradise 3. Until That Moment (그 순간 그때까지) 4. Alien (에일리언) 5. Spring Time (봄눈) 6. Bonus Track: Round 1                                                                                  | —                           | - KOR: 40,160+ - JPN: —     |
| Sum(me:r)                                                                                | - Lançamento: 17 de julho de 2019 - Empresa: Cube Entertainment - Formatos: CD, download digital Lista de Músicas 1. Humph! (Prod. Giriboy) (접근금지) 2. Fantasystic (Prod. Giriboy) (판타지스틱) 3. Summer! 4. Bonus Track: Round 2 | —                           | - KOR: — - JPN: —           |
| Universe: The Black Hall                                                                 | - Lançamento: 12 de fevereiro de 2020 - Empresa: Cube Entertainment - Formatos: CD, download digital Lista de Músicas 1. Dr. BeBe (Dr. 베베) 2. Asteroid (소행성) 3. Shower Of Rain (빗물 샤워) 4. Die For You 5. Talk 6. The Black Hall 7. Worship U 8. Zoom Up 9. Camellia (동백꽃) 10. Someday (Jinho, Hui) 11. Happiness (KR. version) (도망가자) | 3                           | - KOR: — - JPN: —           |
| We:th                                                                                    | - Lançamento: 12 de outubro de 2020 - Empresa: Cube Entertainment - Formatos: CD, download digital Lista de Músicas 1. Daisy (데이지) 2. Beautiful Goodbye 3. Nostalgia (그해 그달 그날) 4. You Like 5. Paradise (별이 빛나는 이 밤) 6. I’m Here (Jinho Solo) (CD-only track)                                                                         | 4                           | - KOR: 110,479 - JPN: 8,489 |
| Love or Take                                                                             | - Lançamento: 15 de março de 2021 - Empresa: Cube Entertainment - Formatos: CD, download digital Lista de Músicas 1. 10s and (10초 전) 2. DO or NOT 3. 1 + 1 4. Baby I Love You 5. That's Me 6. Sing-a-song (노래해) 7. Bonus Track: Boy in time (소년감성) - Hui Solo                                                                                | 3                           | - KOR: 88,552 - JPN: —      |
| IN:VITE U                                                                                | - Lançamento: 24 de janeiro de 2022 - Empresa: Cube Entertainment - Formatos: CD, download digital Lista de Músicas 1. Feelin' Like 2. One Shot 3. The Game 4. Call My Name 5. Sparkling Night (관람차) 6. BAD | 1                           | - JPN: 1,376                |
| Japonês                                                                                  | |                             |                             |
| Gorilla                                                                                  | - Lançamento: 29 de março de 2017 - Empresa: Cube Entertainment Japan - Formatos: CD, download digital Lista de Músicas 1. Gorilla 2. Can You Feel It 3. Pretty Pretty 4. You Are 5. Hikari (光) 6. Get Down | 6                           | - JPN: 14,487               |
| Violet                                                                                   | - Lançamento: 17 de janeiro de 2018 - Empresa: Cube Entertainment Japan - Formatos: CD, download digital Lista de Músicas 1. Wake Up! 2. Burnin' Love 3. Violet 4. Beautiful 5. LOVE 6. Up! Up! Up! | 4                           | - JPN: 21,918               |
| Shine                                                                                    | - Lançamento: 29 de agosto de 2018 - Empresa: Cube Entertainment Japan - Formatos: CD, download digital Lista de Músicas 1. SHINE 2. OFF-ROAD 3. I'm Fine 4. Wake Up (悪夢) 5. 忘れられない 6. Hey! Hey! Hey! | —                           | - JPN: —                    |
| Cosmo                                                                                    | - Lançamento: 13 de fevereiro de 2019 - Empresa: Cube Entertainment Japan - Formatos: download digital Lista de Músicas 1. COSMO 2. Dear Friend 3. & You 4. Bonus: Naughty Boy (Japanese ver.) | —                           | - JPN: 38,481+              |
| Do or Not                                                                                | - Lançamento: 14 de junho de 2021 - Empresa: Universal Music Japan - Formatos: CD, download digital Lista de Músicas 1. DO or NOT (Japanese ver.) 2. Daisy (Japanese ver.) 3. Don't worry 'bout me 4. 眩しい君と 5. Boy in time - Hui Solo (Japanese ver.)                                                                                            | —                           | - JPN: 9,565                |
| "—" indica lançamentos que não figuraram nas paradas ou não foram lançados nessa região. | |                             |                             |

### Singles
| Título                       | Ano     | Posicões no Chart | Álbum                    |
| Título                       | Ano     | KOR               | Álbum                    |
| Coreano                      | Coreano | Coreano           | Coreano                  |
| ---------------------------- | ------- | ----------------- | ------------------------ |
| Young (젊어)                 | 2016    | —                 | Não single do álbum      |
| Find Me (나를 찾아줘)        | 2016    | —                 | Não single do álbum      |
| Gorilla (고릴라)             | 2016    | 236               | Pentagon                 |
| Can You Feel It (감이 오지)  | 2016    | —                 | Five Senses              |
| Pretty Pretty (예쁨)         | 2017    | —                 | Five Senses              |
| Beautiful                    | 2017    | —                 | Ceremony                 |
| Critical Beauty (예뻐죽겠네) | 2017    | —                 | Ceremony                 |
| Like This                    | 2017    | —                 | Demo_01                  |
| Stay                         | 2017    | —                 | Demo_02                  |
| Runaway                      | 2017    | —                 | Demo_02                  |
| Shine (빛나리)               | 2018    | 27                | Positive                 |
| Naughty Boy (청개구리)       | 2018    | —                 | Thumbs Up!               |
| Sha La La (신토불이)         | 2018    | —                 | Genie:us                 |
| Humph! (접근금지)            | 2018    | —                 | Sum(me:r)                |
| Dr. Bebe (Dr. 베베)          | 2020    | —                 | Universe: The Black Hall |
| Daisy (데이지)               | 2020    | 111               | We:th                    |
| DO or NOT                    | 2021    | 60                | Love or Take             |
| Feelin Like'                 | 2022    | 98                | IN:VITE U                |
| Japonês                      |         |                   |                          |
| Gorilla                      | 2017    | —                 | Gorilla                  |
| Violet                       | 2018    | —                 | Violet                   |
| Shine                        | 2018    | —                 | Shine                    |
| Cosmo                        | 2019    | —                 | Sem álbum                |
| Happiness                    | 2019    | —                 | Sem álbum                |
| Sha La La                    | 2019    | —                 | Sem álbum                |
| Dr. Bebe                     | 2020    | —                 | Universe: The History    |
| Do or Not                    | 2021    | —                 | Do or Not                |

### Outros singles
| Título              | Ano  | Posições nos charts | Observações                                               |
| ------------------- | ---- | ------------------- | --------------------------------------------------------- |
| Wake Me Up          | 2017 | 100                 |                                                           |
| Romance (낭만)      | 2017 | —                   | Composta por Kino e Hongseok                              |
| Let's Go (토닥토닥) | 2017 | —                   | Composta por Yeo One                                      |
| Lift Off            | 2017 | —                   | Composta por Wooseok com a participação de E'Dawn         |
| Lonely              | 2018 | —                   | Composta por Kino                                         |
| Trust Me            | 2018 | —                   | Composta por Yuto com a participação de Wooseok e E'Dawn  |
| Hope                | 2018 | —                   | Composta por Yeo One                                      |
| The Greatest Wall   | 2019 | —                   | Composta por Hui e Kino                                   |
| Genius              | 2019 | —                   | Composta por Hui com a participação do grupo e seus pais. |
| Her Voice           | 2019 | —                   | Composta por Yeo One                                      |
| Eternal Flame       | 2020 | —                   | Composta por Kino, Wooseok e Yuto                         |

### Colaborações
| Título            | Ano  | Outro artista(s)                         | Álbum                      |
| ----------------- | ---- | ---------------------------------------- | -------------------------- |
| Special Christmas | 2016 | Hyuna, Hyunseung, BtoB, Roh Ji-hoon, CLC | 2016 United Cube Project 1 |

## Filmografia

### Reality shows
| Título                           | Ano     | Canal       | Notas                                                                  |
| -------------------------------- | ------- | ----------- | ---------------------------------------------------------------------- |
| Pentagon Maker                   | 2016    | Mnet-M2     | Programa de sobrevivência para determinar a formação final do Pentagon |
| Pentagon's Textbook Season 1 & 2 | 2016–17 | Naver V App | Programa ao vivo para mostrar os membros do Pentagon                   |
| Pentagon's To Do List            | 2017    | Naver V App | Programa ao vivo onde os integrantes realizam determinadas tarefas     |
| Pentagon's TNL                   | 2017    | Naver V App | Programa ao vivo exibido todas as terças à noite                       |
| Road to Kingdom                  | 2020    | Mnet        | Programa ao vivo exibido todas as quintas                              |

### Programas de variedades
| Título                  | Ano  | Canal        | Notas                       |
| ----------------------- | ---- | ------------ | --------------------------- |
| Pentagon's Private Life | 2016 | MBC (HeyoTV) | 7 de dezembro; 24 episódios |
| Age Of Youth 2          | 2017 | JTBC         |                             |

## Videografia
| Título               | Ano  | Notas                                  |
| -------------------- | ---- | -------------------------------------- |
| "Young"              | 2016 | Videoclipe de pré-estreia              |
| "Gorilla"            | 2016 | Videoclipe de estreia                  |
| "Can You Feel It"    | 2016 |                                        |
| "Pretty Pretty"      | 2017 | Com a participação de Chungha.         |
| "Beautiful"          | 2017 |                                        |
| "Critical Beauty"    | 2017 | Sem a participação de Yan An.          |
| "To Universe"        | 2017 |                                        |
| "When I Was In Love" | 2017 | Com a participação de Gong Seungyeon.  |
| "Like This"          | 2017 |                                        |
| "Runaway"            | 2017 |                                        |
| "Violet"             | 2017 |                                        |
| "Shine"              | 2018 |                                        |
| "Naughty Boy"        | 2018 | Sem a participação de Yan An e E'Dawn. |
| "Cosmo"              | 2019 |                                        |
| "Sha-La-La"          | 2019 |                                        |
| "Humph!"             | 2019 | Sem a participação de Yan An.          |
| "Dr. BeBe"           | 2020 | Sem a participação de Yan An.          |
| "Daisy"              | 2020 | Sem a participação de Jinho.           |
| "DO or NOT"          | 2021 | Sem a participação de Jinho e Hui.     |
| "Feelin' Like"       | 2022 | Sem a participação de Hui.             |

## Turnês
- 1st Japan Zepp tour - "Dear Cosmo Tour" (2019)
- Prism World Tour (2019)

## Prêmios e indicações

### Asia Artist Awards
| Ano  | Categoria            | Recipiente | Resultado |
| ---- | -------------------- | ---------- | --- |
| 2016 | Most Popular Artists | Pentagon   | style="background: #DDFBFF; color: black; vertical-align: middle; text-align: center; " class="included table-included"\|45th |

### Gaon Chart K-Pop Awards
| Ano  | Categoria          | Recipiente | Resultado |
| ---- | ------------------ | ---------- | --------- |
| 2017 | Rookie of the Year | Pentagon   | Indicado  |

### Golden Disc Awards
| Ano  | Categoria              | Recipiente | Resultado |
| ---- | ---------------------- | ---------- | --------- |
| 2017 | New Artist of the Year | Pentagon   | Indicado  |
| 2017 | Popularity Award       | Pentagon   | Indicado  |

### Mnet Asian Music Awards
| Ano  | Categoria                          | Recipiente | Resultado |
| ---- | ---------------------------------- | ---------- | --------- |
| 2016 | Best New Male Artist               | Pentagon   | Indicado  |
| 2016 | Hotels Combined Artist of the Year | Pentagon   | Indicado  |

### Seoul Music Awards
| Ano  | Categoria        | Recipiente | Resultado |
| ---- | ---------------- | ---------- | --------- |
| 2017 | New Artist Award | Pentagon   | Indicado  |
| 2017 | Bonsang Award    | "Gorilla"  | Indicado  |

### Asia Model Awards
| Ano  | Categoria      | Recipiente | Resultado |
| ---- | -------------- | ---------- | --- |
| 2017 | New Star Award | Pentagon   | style="background: #DDFBFF; color: black; vertical-align: middle; text-align: center; " class="included table-included"\|Venceu |

### Mnet Asian Music Awards
| Ano  | Categoria             | Recipiente | Resultado |
| ---- | --------------------- | ---------- | --- |
| 2017 | New Korean Wave Award | Pentagon   | style="background: #DDFBFF; color: black; vertical-align: middle; text-align: center; " class="included table-included"\|Venceu |

| Ano  | Categoria                   | Recipiente | Resultado |
| ---- | --------------------------- | ---------- | --------- |
| 2019 | Best Male Performance Group | Pentagon   | Indicado  |

| Ano  | Categoria        | Recipiente | Resultado |
| ---- | ---------------- | ---------- | --------- |
| 2019 | Song Of The Year | Shine      | Indicado  |